# Tuyến SRT Đỏ Nhạt
Tuyến SRT Đỏ Nhạt, hoặc Tuyến Nakhon Withi (tiếng Thái: รถไฟชานเมือง สายนครวิถี) là một tuyến đường sắt dài 15 km (9,3 mi) giữa Krung Thep Aphiwat và Taling Chan và là một phần của của hệ thống đường sắt ngoại ô Tuyến SRT Đỏ phục vụ cho Vùng đô thị Bangkok.
Một đoạn từ Taling Chan đến Bang Son đã mở cửa hạn chế, chạy thử miễn phí từ ngày 5 tháng 12 năm 2012 đến ngày 13 tháng 1 năm 2014 với chỉ 12 chuyến mỗi ngày cho đến khi cho đến khi tất cả các dịch vụ bị đình chỉ hoàn toàn do thiếu đầu tàu. Sau nhiều lần trì hoãn hoàn thành thi công điện và công trình Krung Thep Aphiwat, tuyến đã bắt đầu chạy thử nghiệm vào ngày 2 tháng 8 năm 2021. Chạy thương mại vào ngày 29 tháng 11 năm 2021.
Một đoạn 15 km (9,3 mi) mở rộng về phía Đông từ Taling Chan đến Salaya đã bị trì hoãn do vụ đấu thầu vào tháng 6 năm 2022. HTuy nhiên, trì hoãn đã dời đến tháng 12 năm 2022 và sau đó là tháng 2 năm 2023. Với cuộc bầu cử quốc gia ngày 14 tháng 5 năm 2023 và sự chậm trễ đang diễn ra trong việc thành lập chính phủ mới, khả năng các cuộc đấu thầu sẽ không diễn ra cho đến cuối năm 2023. Vào cuối tháng 6, một nguồn tin của MOT cho biết việc kéo dài tuyến có thể trình lên Nội các để phê duyệt vào tháng 10 năm 2023 và nếu được thông qua, việc đấu thầu sẽ được diễn ra vào Quý I năm 2024.
Khi hoàn thành, tuyến sẽ chạy hướng Đông-Tây Salaya, Thái Lan tại huyện Phutthamonthon của tỉnh Nakhon Pathom đến ga Hua Mak ở Bangkok.

## Nhà ga

### Phía Tây
| Mã                             | Tên ga                        | Tiếng Thái   | Tàu tốc hành | Tàu nội ô | Chuyển đổi                                              | Tỉnh          |
| Tuyến SRT Đỏ Nhạt              |                               |              |              |           |                                                         |               |
| RW01                           | Bang Sue (Krung Thep Aphiwat) | กรุงเทพอภิวัฒน์  |              |           | SRT ARL (tạm thời) MRT : Bang Sue                       | Bangkok       |
| RW02                           | Bang Son                      | บางซ่อน       |              |           | MRT : Bang Son                                          | Bangkok       |
| RW03                           | Phra Ram 6                    | พระราม 6     |              |           |                                                         | Bangkok       |
| RW04                           | Bang Kruai-EGAT               | บางกรวย-กฟผ. |              |           |                                                         | Nonthaburi    |
| RW05                           | Bang Bamru                    | บางบำหรุ      |              |           |                                                         | Bangkok       |
| RW06                           | Taling Chan                   | ตลิ่งชัน        |              |           | BTS : Talingchan (kế hoạch)                             | Bangkok       |
| RW07                           | Ban Chimphli                  | บ้านฉิมพลี      |              |           |                                                         | Bangkok       |
| RW08                           | Kanchanaphisek                | กาญจนาภิเษก   |              |           |                                                         | Bangkok       |
| RW09                           | Sala Thammasop                | ศาลาธรรมสพน์  |              |           |                                                         | Bangkok       |
| RW10                           | Salaya                        | ศาลายา       |              |           |                                                         | Nakhon Pathom |
| Tuyến nhánh Talingchan–Siriraj |                               |              |              |           |                                                         |               |
| RW06                           | Taling Chan                   | ตลิ่งชัน        |              |           | BTS : Talingchan (kế hoạch)                             | Bangkok       |
| RWS01                          | Talat Nam Taling Chan         | ตลาดน้ำตลิ่งชัน  |              |           |                                                         | Bangkok       |
| RWS02                          | Charan Sanitwong              | จรัญสนิทวงศ์    |              |           | MRT : Bang Khun Non MRT : Bang Khun Non (đang đấu thầu) | Bangkok       |
| RWS03                          | Siriraj                       | ศิริราช        |              |           | MRT : Siriraj (đang đấu thầu)                           | Bangkok       |

### Phía Đông
| Mã                | Tên ga                        | Tiếng Thái  | Tàu tốc hành | Tàu nội ô | Chuyển đổi                                           | Tỉnh    |
| Tuyến SRT Đỏ Nhạt |                               |             |              |           |                                                      |         |
| RE01              | Bang Sue (Krung Thep Aphiwat) | กรุงเทพอภิวัฒน์ |              |           | SRT ARL (tạm thời) MRT : Bang Sue                    | Bangkok |
| RE02              | Pradiphat                     | ประดิพัทธ์     |              |           | SRT (chấp thuận)                                     | Bangkok |
| RE03              | Sam Sen                       | สามเสน      |              |           | SRT (chấp thuận)                                     | Bangkok |
| RE04              | Ratchawithi                   | ราชวิถี       |              |           | SRT (chấp thuận)                                     | Bangkok |
| RE05              | Phaya Thai                    | พญาไท       |              |           | BTS : Phaya Thai ARL : Phaya Thai                    | Bangkok |
| RE06              | Makkasan                      | มักกะสัน      |              |           | ARL : Makkasan (City Air Terminal) MRT : Phetchaburi | Bangkok |
| RE07              | Sun Wichai                    | ศูนย์วิจัย      |              |           | MRL (kế hoạch)                                       | Bangkok |
| RE08              | Ramkhamhaeng                  | รามคำแหง    |              |           | ARL : Ramkhamhaeng                                   | Bangkok |
| RE09              | Hua Mak                       | หัวหมาก      |              |           | ARL : Hua Mak MRT : Hua Mak                          | Bangkok |